# Rouissat
Rouissat là một đô thị thuộc tỉnh Ouargla, Algérie. Dân số thời điểm năm 2002 là 37.814 người.